# جوش راند
جوش راند (بالإنجليزية: Josh Rand)‏ هو موسيقي وملحن وعازف قيثارة أمريكي، ولد في 19 أغسطس 1974 في دي موين في الولايات المتحدة.

## وصلات خارجية
- الموقع الرسمي
- جوش راند على موقع ميوزك برينز (الإنجليزية)
- جوش راند على موقع ديسكوغز (الإنجليزية)